# Ruig pruikspijkertje
Het ruig pruikspijkertje (Microcalicium ahlneri) is een niet-gelicheniseerde ascomyceet behorend tot de familie Microcaliciaceae. Het groeit op ontschorst dood hout van eeuwenoude dikke grote bomen die langzaamaan aftakelen en wegrotten. Meestal betreft dit eiken, dennen en berken. Het prefereert sponsachtig, droog hout dat flink is aangetast door bruinrot.

## Kenmerken
Het ruig pruikspijkertje is een minuscuul niet gelicheniseerde zakjeszwam. Het is slechts een halve millimeter groot en niet met blote oog te zien. Het draagt een blauwgroene sporenmassa op een zwarte steel. Het ruige uiterlijk van deze sporenmassa dankt dit spijkertje zijn naam aan. De is steel tamelijk kort en ruw. De hoogte van de steel even hoog als die van als het apothecium zelf. 
De sporen hebben slechts één dwarswand en meten 6-7 × 2-3 µm.

## Vergelijkbare soorten
Het lijkt op langsteelpruikspijkertje, maar deze heeft een langere steel en een iets andere sporenmaat.

## Verspreiding
De soort staat dan ook te boek als uitermate zeldzaam in West-Europa. Waarnemingen zijn bekend in onder meer Scandinavië, Spanje, Engeland en in Zuid-Duitsland. In Nederland is het eerst gevonden in 2017 en komt de soort zeer zeldzaam voor. Uit België, Frankrijk en Luxemburg is het niet bekend (peildatum 2018).